# Grand établissement
Grand établissement (doslovně Velké zařízení), pl. grands établissements je ve francouzském správním právu označení z vysokoškolské oblasti. Jedná se o druh státních institucí určených k vysokoškolskému vzdělávání a výzkumu.

## Právní ukotvení
Francouzský zákoník o vzdělávání (Code de l'éducation) definuje v sedmé hlavě druhy vysokoškolských zařízení (Les établissements d'enseignement supérieur). Mezi nimi jsou grands établissements typem „veřejných zařízení s vědeckým, kulturním a výukovým charakterem“ (Établissements publics à caractère scientifique, culturel et professionnel).
1. Veřejná zařízení s vědeckým, kulturním a výukovým charakterem
  - univerzity a národní polytechnické instituty (Instituts nationaux polytechniques)
  - školy a ústavy mimo univerzity (écoles et instituts extérieurs aux universités), např. technické univerzity, tzv. écoles centrales, INSA
  - Écoles normales supérieures
  - grands établissements
  - francouzské zahraniční vysoké školy
2. Zařízení pro vzdělávání učitelů
  - univerzitní ústavy (Instituts universitaires de formation des maîtres) ~ pedagogické vysoké školy
3. Soukromá vysokoškolská zařízení
4. Zařízení vyššího vzdělávání správního charakteru (Établissements d'enseignement supérieur à caractère administratif), školy typu Écoles nationales supérieures, Écoles nationales d'ingénieurs, Instituts d'études politiques
5. Specializovaná školská zařízení
  - zemědělské a veterinární vysoké školy
  - vysoké školy pro architekturu
  - obchodní vysoké školy
  - hornické vysoké školy
  - vojenské vysoké školy
  - vysoké školy pro zdraví a sociální péči
  - vysoké školy námořního obchodu
  - Národní nadace politických věd (Fondation nationale des sciences politiques)
  - vysoké školy pro hudební, taneční, divadelní a cirkusové umění
  - vysoké školy pro výtvarná umění

## Seznam grands établissements
K lednu 2012 existovaly ve Francii následující vzdělávací a výzkumná zařízení tohoto typu.
Zařízení Ministerstva vysokého školství a výzkumu
- CentraleSupélec
- Collège de France
- Conservatoire national des arts et métiers (CNAM)
- École des hautes études en sciences sociales (EHESS)
- École nationale des chartes
- École nationale de l'aviation civile (ENAC)
- Arts et Métiers ParisTech
- École nationale supérieure des sciences de l'information et des bibliothèques (ENSSIB)
- École pratique des hautes études (EPHE)
- Institut d'études politiques de Paris (Sciences Po Paris)
- Institut de physique du globe de Paris (IPGP)
- Institut national d'histoire de l'art (INHA)
- Institut national des langues et civilisations orientales (INALCO)
- Institut polytechnique de Grenoble
- Muséum national d'histoire naturelle (MNHN)
- Pařížská observatoř
- Palais de la découverte
- Université Paris-Dauphine
- Institut polytechnique de Bordeaux
- Université de Lorraine

Zařízení Ministerstva zemědělství
- Centre international d'études supérieures en sciences agronomiques (Montpellier Sup Agro)
- École nationale vétérinaire, agroalimentaire et de l'alimentation, Nantes-Atlantique (ONIRIS)
- Institut d'enseignement supérieur et de recherche en alimentation, santé animale, sciences agronomiques et de l'environnement (Vet Agro Sup)
- Institut des sciences et industries du vivant et de l'environnement (Agro Paris Tech)
- Institut supérieur des sciences agronomiques, agroalimentaires, horticoles et du paysage (Agro campus Ouest)

Zařízení společná Ministerstva zemědělství a Ministerstva vysokého školství a výzkumu
- Institut national supérieur des sciences agronomiques, de l'alimentation et de l'environnement (AgroSup Dijon)

Zařízení společná Ministerstva zdraví a sportu a Ministerstva vysokého školství a výzkumu
- École des hautes études en santé publique

Zařízení Ministerstva ekologie, energie a rozvoje
- École nationale des ponts et chaussées
- École nationale supérieure maritime (ENSM)

Zařízení Ministerstva zdraví a sportu
- Institut national du sport, de l'expertise et de la performance

Zařízení Ministerstva obrany
- Institut supérieur de l'aéronautique et de l'espace

Zařízení Ministerstva ekonomie, financí a průmyslu
- Groupe des écoles nationales d'économie et statistique
- Institut Mines-Télécom